# Magdeburger Hütte
Die Magdeburger Hütte (auch Schneespitzhütte, Alte Magdeburger Hütte, italienisch Rifugio Cremona alla Stua) ist eine Berghütte in den Stubaier Alpen in Südtirol. Sie liegt am Talende des Pflerschtals auf einer Höhe von 2423 m s.l.m. in der Ostflanke der Schneespitze. Kurz unterhalb der Hütte befindet sich der Stubensee. Sie wird von der Sektion Sterzing des Club Alpino Italiano unterhalten.

## Geschichte
1883 regte Albert Wachtler, der Vorstand der Sektion Bozen des Deutschen und Österreichischen Alpenvereins den Bau dieser ersten Schutzhütte in den südlichen Stubaier Alpen an. 1885 erwarb die Sektion Magdeburg des DuOeAV den Baugrund und begann mit der Errichtung der Hütte, die schließlich am 17. August 1887 eröffnet wurde. Dieser erste, noch unbewirtschaftete Bau bot bereits bis zu 40 Personen Platz, es gab sogar einen eigenen Damenraum. 1898 wurde die Hütte erweitert und ab diesem Zeitpunkt auch bewirtschaftet. 1922 wurde sie enteignet und dem Club Alpino Italiano übergeben. Im Zweiten Weltkrieg wurde sie verlassen und erst 1948 wieder betrieben. Von 1965 bis 1970 wurde sie vom italienischen Militär besetzt. Im Jahr darauf erweiterte der Club Alpino Italiano die Hütte, seit 1976 wird sie über eine Materialseilbahn versorgt und von einem eigenen Dieselaggregat mit Strom versorgt. 1980 wurde die Hütte zuletzt umgebaut. Heute wird die Hütte von der Sektion Sterzing des Club Alpino Italiano unterhalten.

## Zustieg und Tourenmöglichkeiten
Der Hüttenanstieg erfolgt aus dem Pflerschtal. Höchstgelegener Ausgangspunkt ist der Parkplatz Stein (1450 m). Von dort sind 2½ Stunden Gehzeit nötig.
Von der Hütte können folgende Gipfel angegangen werden:
- Weißwandspitze (3017 m), 2 Stunden
- Schneespitze (3178 m), 2½ Stunden
- Feuersteine (3267 m und 3245 m), 5 Stunden
- Agglsspitze (3194 m), 3½ Stunden
- Schafkampspitze (3016 m), 2½ Stunden

Markierte Übergänge zu folgenden Hütten sind möglich:
- Tribulaunhütte (2368 m), 3 Stunden
- Bremer Hütte (2411 m), 5 Stunden über die Bremer Scharte
- Teplitzer Hütte (2586 m), 5 Stunden über den Feuersteinferner und die Magdeburger Scharte

Häufig begangen wird der dreistündige Übergang zur Tribulaunhütte, der auch als Kleiner Pflerscher Höhenweg bezeichnet wird und Teil der fünften Etappe des Tiroler Höhenwegs ist. Dabei wird die Südflanke der Weißwandspitze gequert und der Hohe Zahn (2925 m) überschritten. Die Weißwandspitze kann bei einem Zusatzaufwand von ungefähr einer Stunde über den Südgrat bestiegen werden.

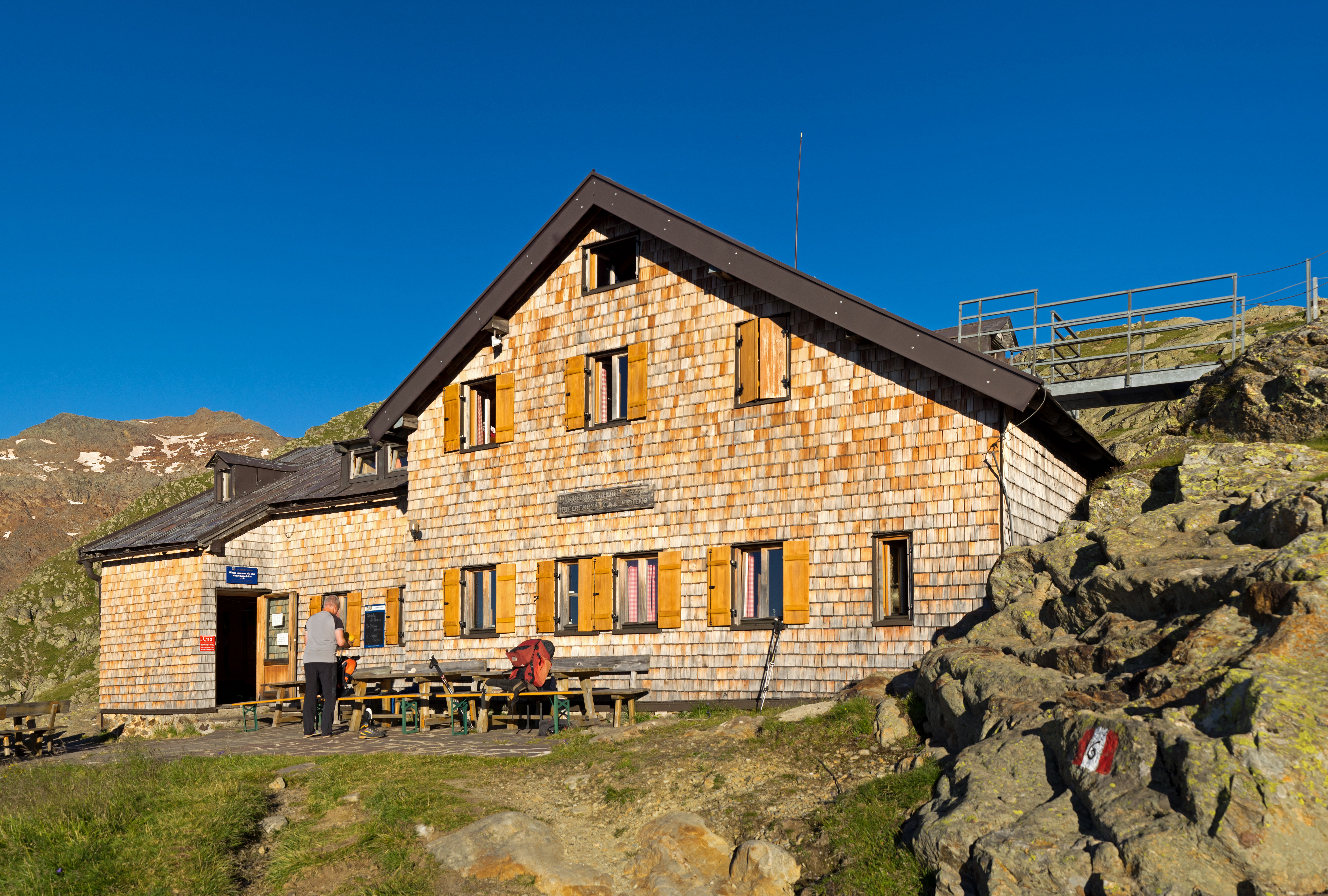
Vorderansicht mit Eingang und Teil der Sonnenterrasse
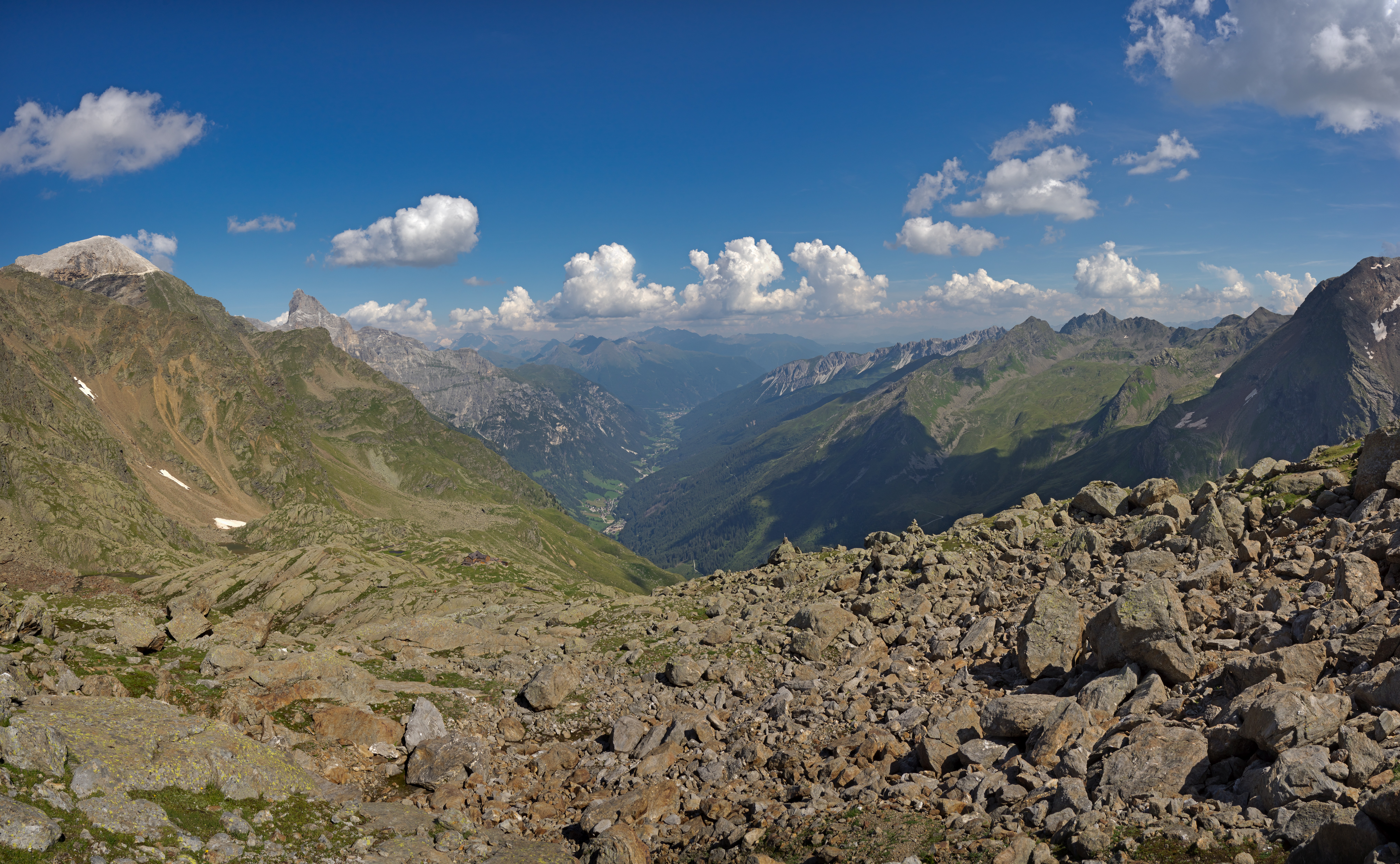
Blick zur Hütte, zum Tribulaun und ins Pflerschtal
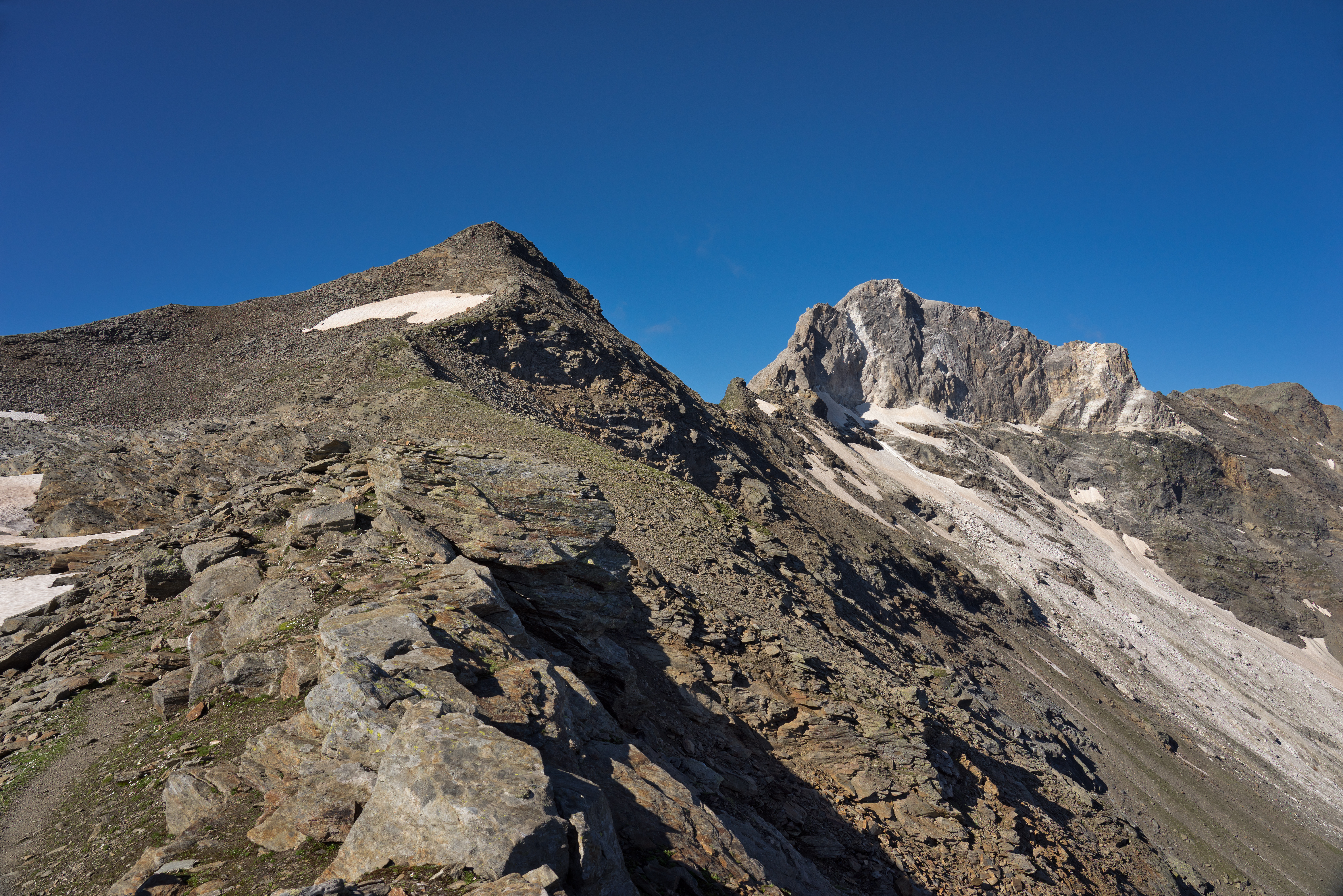
Hoher Zahn (links) und Weißwandspitze (rechts), aufgenommen beim Übergang von der Tribulaunhütte zur Magdeburger Hütte
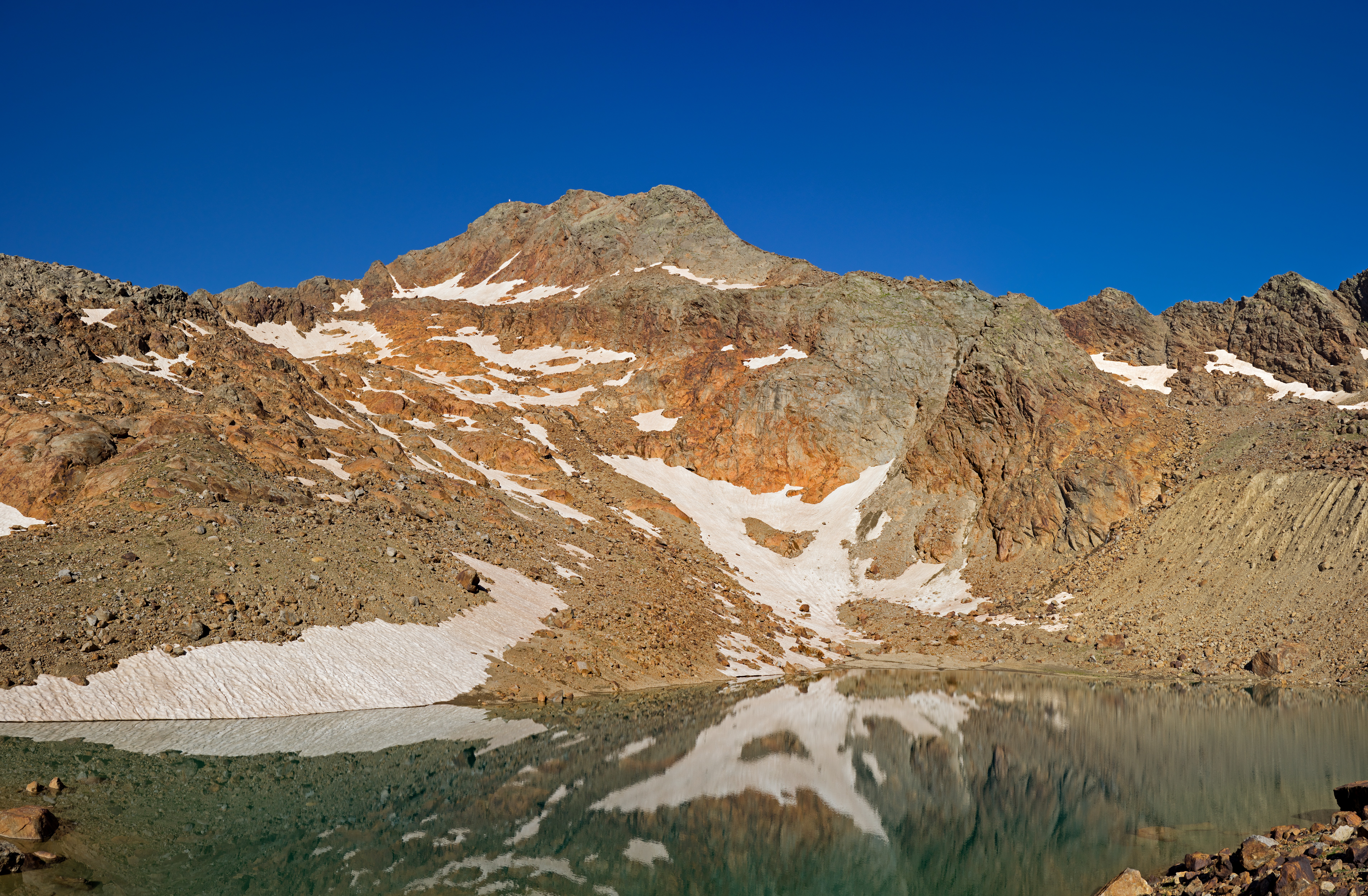
Schneespitze, aufgenommen beim Aufstieg von der Magdeburger Hütte
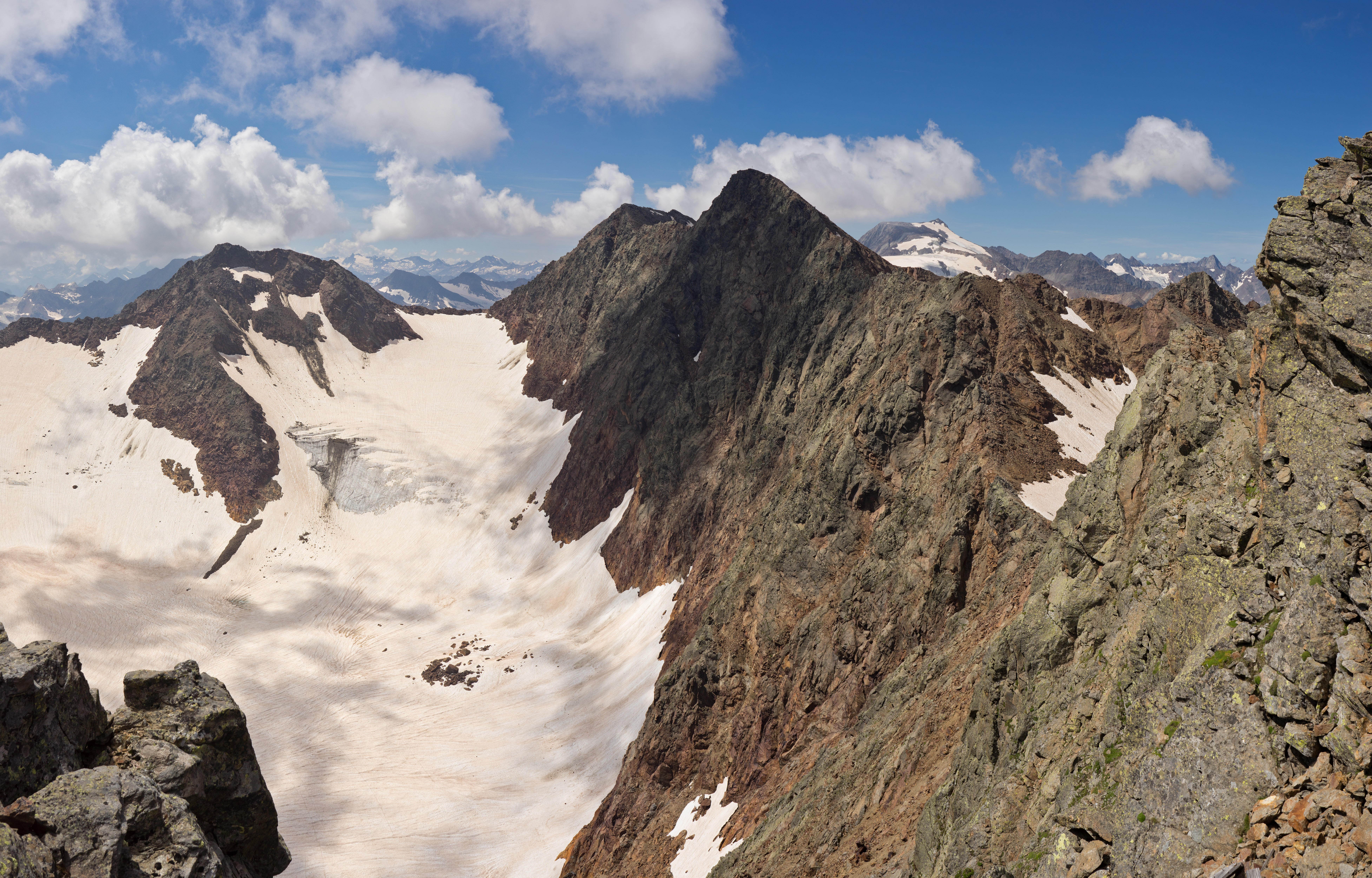
Blick von der Schneespitze auf den Feuersteinferner. Links die Agglsspitze, rechts davon die Magdeburger Scharte, von wo nach rechts der Südgrat zum Westlichen Feuerstein ansteigt.